# Cronologia

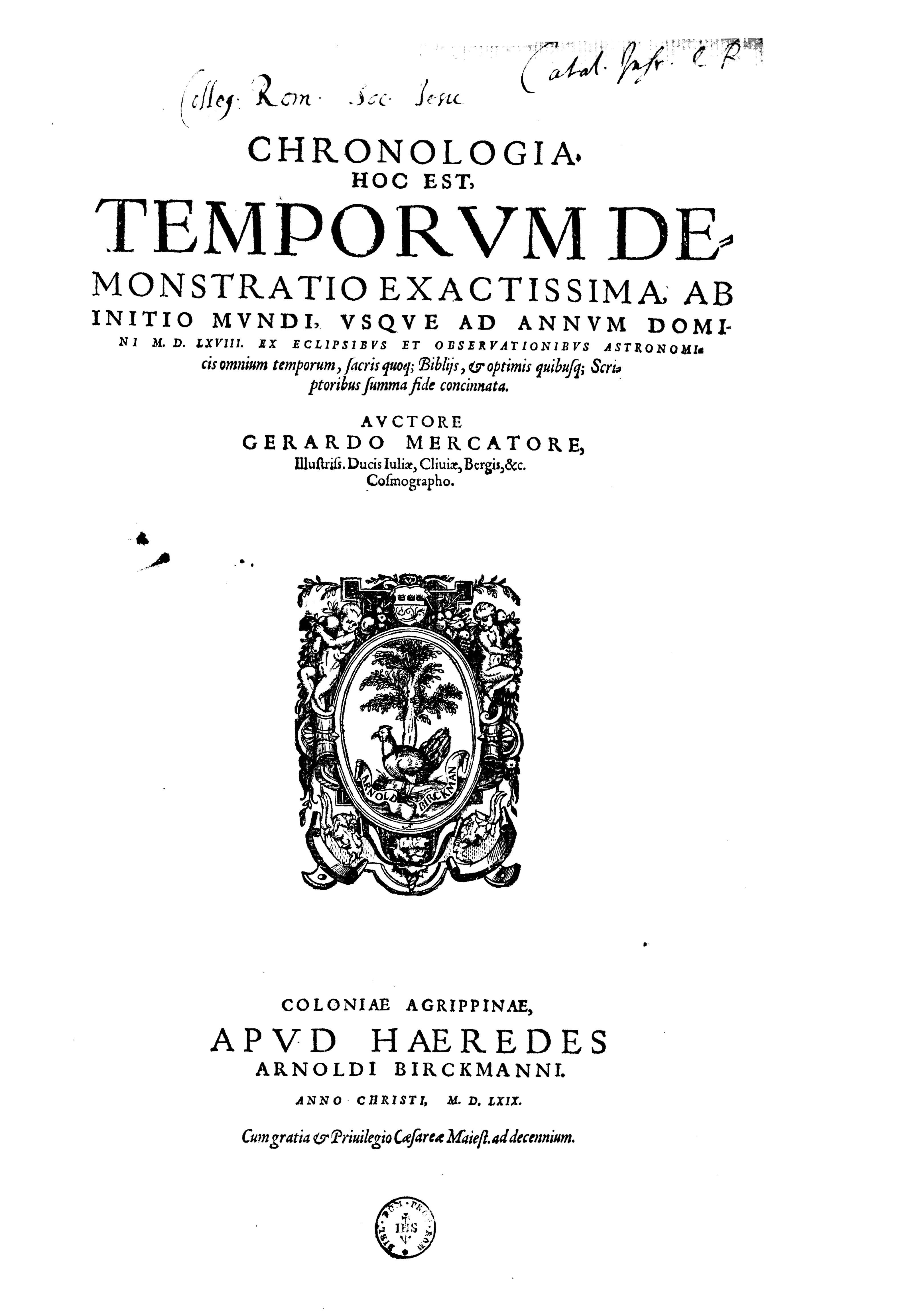
La Cronologia (Chronologia, 1569) di Gerardo Mercatore, una cronistoria del mondo dalle origini.

La cronologia (dal latino chronologia a sua volta derivato dal greco χρόνος, chrónos, "tempo", e λόγος, lógos, discorso), nel suo senso più generale, è un sistema di organizzazione e classificazione degli eventi in base alla loro successione nel tempo, secondo una suddivisione regolare dello stesso. L'Homo sapiens da millenni si serve di cronologie, originariamente non per scopi storiografici, ma giuridici e amministrativi: la conservazione di atti giuridici e documenti amministrativi, con i loro effetti sul presente, ha da sempre implicato il tentativo di collocarli cronologicamente.
Una cronologia è detta "assoluta", quando si basa su una datazione certa legata ad un evento preciso e ben conosciuto (indicato come "momento zero), o "relativa", quando individua relazioni e contemporaneità fra eventi di cui però non è nota esattamente la data in cui sono avvenuti. Di alcune civiltà antiche possediamo elenchi in successione di nomi di re o di importanti funzionari, ma non siamo in grado di collegarle esattamente con una data precisa; in questo caso possiamo ricostruire una cronologia relativa generale di quel periodo se riusciamo a collegare elenchi simili di civiltà diverse, per esempio tramite il ritrovamento di documenti come la firma di un trattato stipulato fra due re (che così dimostra la loro contemporaneità), anche se non siamo in grado di datare con precisione l'evento. In alcune civiltà antiche, come la Grecia arcaica, alcune cariche importanti venivano attribuite annualmente e l'anno prendeva in nome del personaggio eletto (il cosiddetto funzionario eponimo) e venivano compilate liste di eponimi.
Le difficoltà a produrre una cronologia assoluta degli eventi della storia antica dai documenti di contenuto cronologico del passato derivano anche dal diverso significato che questi avevano nelle antiche civiltà, potendo servire talora a legittimare un re neoeletto (elencando i suoi antenati regali), o a seguire l'andamento di determinati fenomeni sociali o meteorologici, o a fornire esempi per una lezione morale (in tutti questi casi non serviva registrare la collocazione assoluta nel tempo degli eventi ma anzi era più efficace tramandare la loro successione relativa); nel mondo "occidentale" solo con la civiltà greca comincia gradualmente ad affermarsi un metodo di studio e registrazione della storia con criteri moderni, e cioè di ricostruzione il più possibile esatta e documentata degli eventi del passato. L'avvento di questa nuova scienza è preannunciato, tra la fine del VI e l'inizio del V secolo a.C. dalle ricerche geo-etnografiche o genealogiche dei primi logografi (il più famoso fu Ecateo di Mileto), ma la storiografia greca raggiunse la piena dignità di una consapevole riflessione sulle vicende del popolo greco con l'opera di Erodoto di Alicarnasso (V secolo a.C.), fin dall'antichità considerato il vero padre della storia.
Un altro problema da non trascurare è il diverso modo di suddividere il tempo nelle diverse civiltà. I calendari delle antiche civiltà si basavano sui cicli lunari (utili per l'organizzazione dei lavori agricoli); solo gli Egizi, nell'emisfero orientale, seguivano un calendario solare da cui è derivato quello giuliano adottato dai Romani al tempo di Giulio Cesare e da cui è poi derivato il calendario gregoriano nel 1582. Sebbene il calendario gregoriano sia attualmente il più diffuso in altre parti del mondo si seguono ancora calendari diversi anche se in massima parte di tipo solare.

## I fondamenti della cronologia attuale

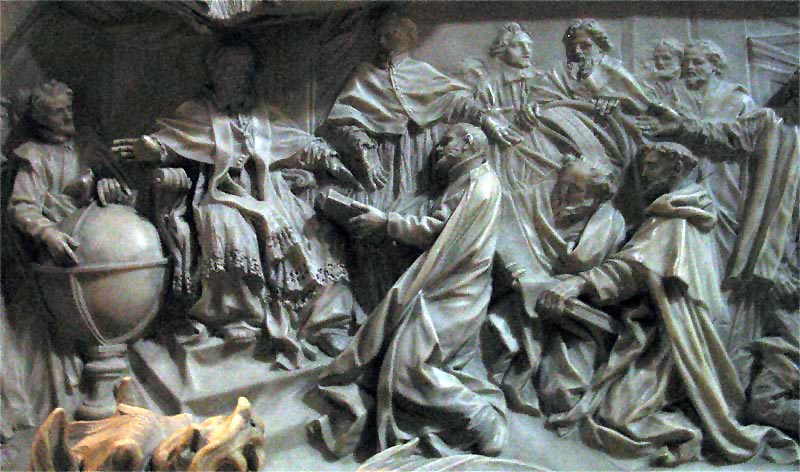
Particolare della tomba di papa Gregorio XIII relativo all'introduzione del calendario gregoriano

Al giorno d'oggi le date storiche sono solitamente riferite alla cronologia assoluta del Cristianesimo. La cronologia cristiana basata, dall'anno 1582, sul calendario gregoriano, è dunque al giorno d'oggi il sistema datante più diffuso sulla Terra.
Con questo sistema si identifica il momento zero della cronologia (detto epoca del calendario), cioè la data di partenza nel conteggio dei nostri anni (ossia il giorno–mese–anno 01-01-01 alle ore 00:00), con l'inizio dell'anno immediatamente successivo alla data tradizionale della nascita del Cristo. È meglio precisare data tradizionale perché la maggior parte degli storici moderni ritiene che la vera data di nascita di Gesù sia da collocare alcuni anni (da tre a sette) prima della data tradizionale.

### Era romana

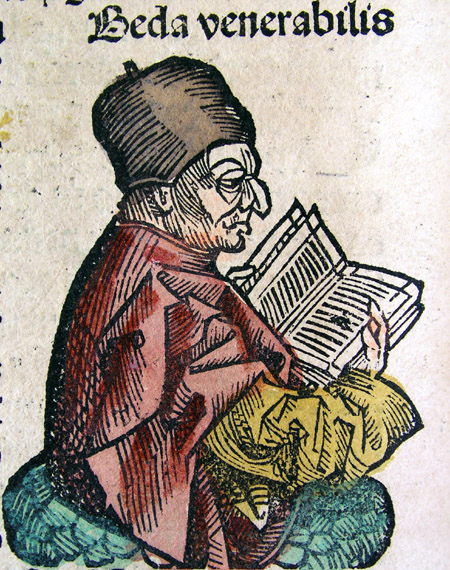
San Beda il Venerabile in un libro a stampa del XV secolo

Nell'antichità romana, durante la fase monarchica e repubblicana, veniva usato un calendario lunare (attribuito a Numa Pompilio) molto più breve dell'anno solare ed era pertanto necessario aggiungere spesso un mese intercalare per riallineare i mesi allo scorrere delle stagioni, tale compito era affidato alla casta sacerdotale dei Pontefici. Questo fino alla riforma del calendario romano operata da Giulio Cesare (il calendario giuliano).
In quei tempi si contavano gli anni utilizzando la lista dei nomi dei consoli (cariche di durata annuale), che pertanto erano funzionari eponimi, e solo successivamente si cominciarono a contare gli anni a partire dall'anno supposto della fondazione della città di Roma: ab Urbe condita (abbreviato in a.U.c. o AUC). Questo avvenne non prima dell'anno 400 per opera dello storico iberico Paolo Orosio. Dionigi conosceva la cronologia ab Urbe condita, ma fu al tempo di papa Bonifacio IV (più o meno nell'anno 600) che si cominciò a fissare il collegamento tra questi due importanti sistemi di datazione (AD 1 = AUC 754).

### Era cristiana

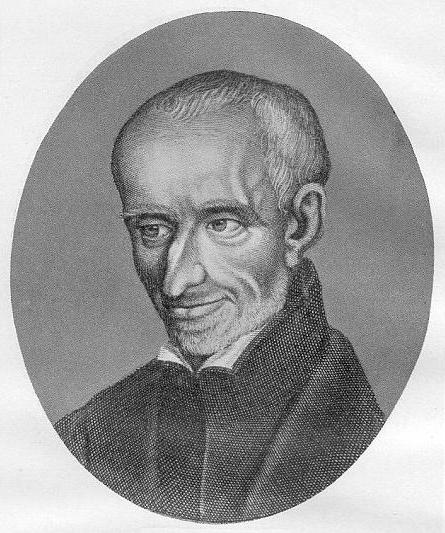
Dionysius Petavius

Fin dai primi secoli della sua storia la Chiesa Cattolica fu spinta ad affrontare il problema della riforma del calendario dalla necessità di fissare la data della celebrazione della Pasqua. Il calendario giuliano infatti produceva una durata dell'anno leggermente inferiore a quella dell'anno solare, e questo comportava, nel corso dei secoli, uno spostamento dei mesi rispetto alle stagioni e così la necessità di calcoli complessi per la determinazione dell'evento Pasquale. Intorno al 525, Dionigi il Piccolo ricevette dal cancelliere papale l'incarico di elaborare una nuova tabella (quella in corso si stava esaurendo) per prevedere le date delle Pasque venture, in base alla regola adottata dal Concilio di Nicea (chiamata anche "regola alessandrina").
Dionigi trovò che nel calendario giuliano, che vigeva all'epoca, le date della Pasqua si ripetono ciclicamente ogni 532 anni, e compilò una tabella che conteneva l'elenco delle date lungo tutta la durata di tale ciclo. Nel compilare la sua tabella delle date di Pasqua, Dionigi scelse di numerare gli anni secondo un criterio del tutto nuovo: all'epoca si usava contare gli anni a partire dalla fondazione di Roma oppure dall'inizio del regno dell'imperatore Diocleziano, o ancora dal principio dei tempi, calcolato secondo le età convenzionali dei patriarchi biblici; Dionigi invece li contò ab Incarnatione Domini nostri Iesu Christi, cioè "dall'Incarnazione del nostro Signore Gesù Cristo".
La data di nascita di Gesù, già fissata da Clemente di Alessandria nel ventottesimo anno del regno di Augusto, fu dunque da Dionigi collocata nel 754º anno ab Urbe condita
Propriamente, secondo la dottrina cristiana, il momento dell'Incarnazione di Gesù è quello del suo concepimento e non della sua nascita; ma poiché Gesù, secondo la tradizione, nacque il 25 dicembre, concepimento e nascita avvennero nello stesso anno (il concepimento si celebra nella festa dell'Annunciazione il 25 marzo, esattamente nove mesi prima del Natale).
La numerazione di Dionigi si diffuse in tutto il mondo cristiano, inizialmente in Italia, nelle tavole di cicli pasquali e nelle cronache. Intorno al VII secolo passò ai documenti pubblici e privati, sostenuta da chierici come Beda il Venerabile. Già nell'VIII secolo lo si trova negli atti dei sovrani franchi e inglesi, mentre nel X secolo è conosciuto in tutta l'Europa occidentale, imponendosi a misura della diffusione della cultura.
La tabella di Dionigi venne adottata ufficialmente e fu usata dalla Chiesa cattolica fino alla riforma gregoriana del calendario nel 1582, mentre quella ortodossa, che non ha aderito alla riforma, la usa tuttora. La riforma gregoriana del calendario, correggendo l'errore del calendario giuliano, permette di fissare la data della Pasqua cristiana con la regola stabilita nel 325 dal Concilio di Nicea (cioè la Pasqua cade la domenica successiva alla prima luna piena dopo l'equinozio di primavera il 21 marzo), con semplici calcoli e non sono quindi più necessarie tabelle. La Pasqua nel calendario gregoriano è sempre compresa nel periodo dal 22 marzo al 25 aprile.
Nella numerazione degli anni ideata da Dionigi non esiste l'anno zero: egli infatti non conosceva lo zero (la parola latina nulla nella terza colonna della sua tabella di Pasqua non significa "zero"): nell'Europa medievale, lo zero venne introdotto non prima del secondo millennio dell'era cristiana. Egli stabilì quindi che l'anno immediatamente precedente all'1 fosse l'1 a.C.
La cronologia dell'"Anno Domini" (abbreviata in A.D.) di Dionigi il Piccolo fu utilizzata solo per gli anni dopo C. fino all'avvento della cronologia cristiana completa che aggiunge alla cronologia Anno Domini anche gli anni avanti C. (molti secoli prima il venerabile Beda aveva già utilizzato, se pur parzialmente, una datazione avanti Cristo, ma questa non si era diffusa nell'uso). Questa svolta avvenne nell'anno 1627 con la pubblicazione dell'Opus de doctrina temporum da parte del gesuita Denis Pétau detto Petavius, dove per la prima volta veniva proposto il sistema "avanti Cristo/dopo Cristo" che egli stesso impiegò nel 1633 per pubblicare una cronologia universale assoluta, Rationarum temporum.

### Era astronomica

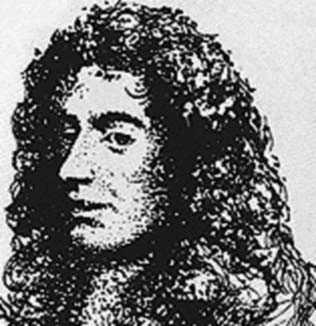
Jacques Cassini

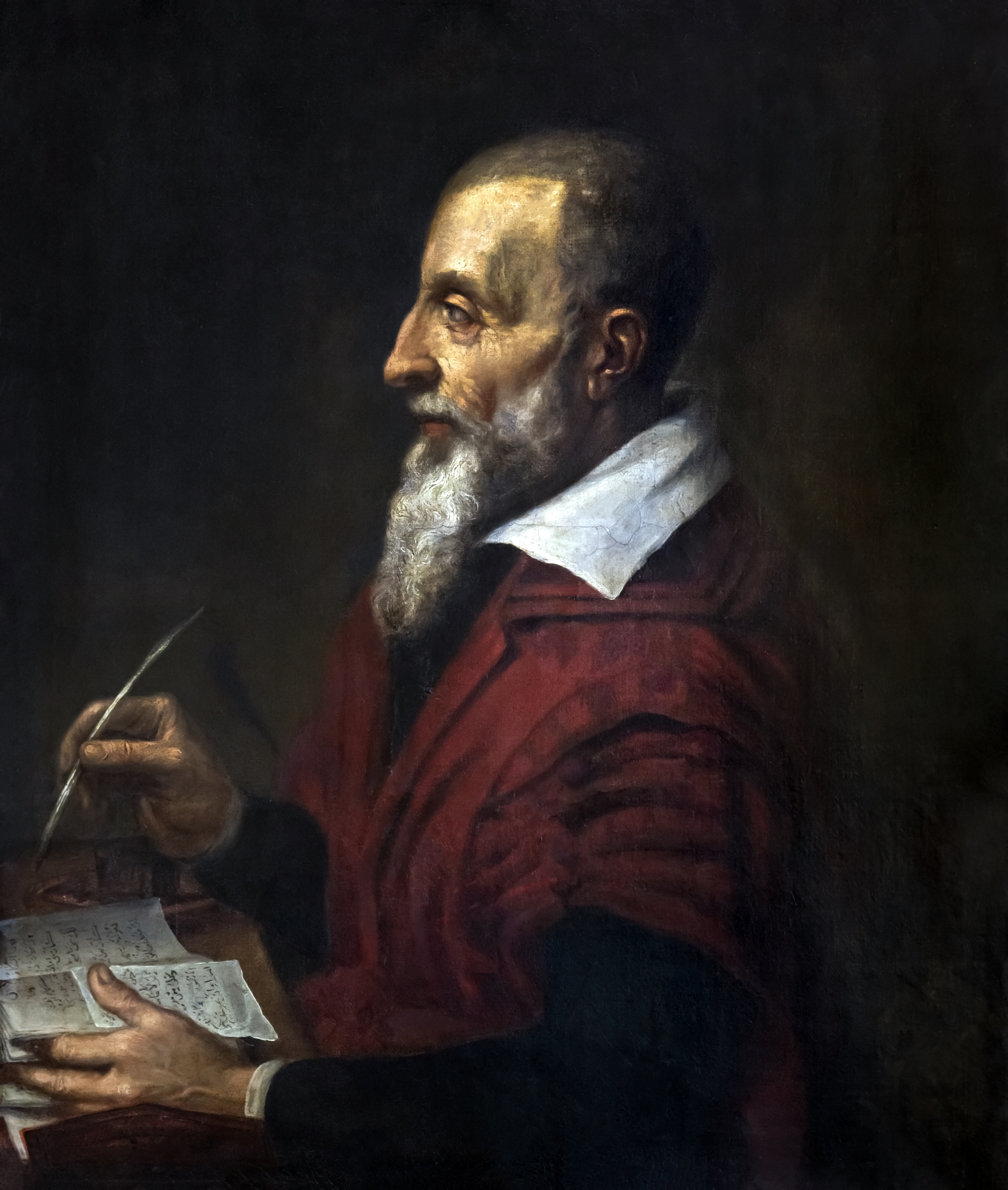
Giuseppe Giusto Scaligero

Dieci secoli dopo Beda gli astronomi francesi Philippe de la Hire (nell'anno 1702) e Jacques Cassini (nell'anno 1740), solo per facilitare alcuni calcoli astronomici, proposero l'utilizzo del Sistema Datante Giuliano - proposto già nell'anno 1583 da Giuseppe Giusto Scaligero, e da non confondere con il Calendario Giuliano introdotto da Giulio Cesare. Scaligero introdusse il giorno giuliano partendo dalla considerazione che per la soluzione di molti problemi di astronomia è necessario determinare quanto tempo sia intercorso tra due date di osservazione del medesimo fenomeno. Egli scelse una “data zero” lontana nel passato (il mezzogiorno a Greenwich del 1º gennaio del 4713 a.C.), in modo che tutte le osservazioni di cui esiste testimonianza avessero una data positiva e con essa una cronologia astronomica contenente un anno bisestile, che precede il corrispondente anno 1 d.C. ma che non coincide esattamente con l'anno 1 a.C. Gli astronomi, comunque, non hanno mai proposto di sostituire l'attuale cronologia cristiana completa con la loro cronologia astronomica (che del resto è esattamente sincronizzata con la cronologia cristiana dall'anno 4 in poi).

### ISO 8601
L'ISO 8601 (Data elements and interchange formats - Information interchange - Representation of dates and times) è uno standard internazionale per la rappresentazione di date ed orari.
La necessità di uno standard nasce dal fatto che la data 04-09-03, può indicare:
- 4 settembre 2003 (o addirittura 1903) in Europa ed altri paesi
- 9 aprile 2003 negli Stati Uniti d'America
- 3 settembre 2004 secondo lo standard ISO 8601 (Nota: la possibilità di scrivere l'anno con solo due cifre, prevista nella versione del 2000, è stata tolta nella versione 2004)

Come si può facilmente capire questo fatto può creare molti problemi nei commerci e nelle comunicazioni internazionali.
I valori delle date e degli orari sono organizzati da quello più significativo a quello meno.
Gli anni avanti Cristo (a.C.) devono obbligatoriamente essere preceduti da un segno -, per quelli dopo Cristo (d.C.) è possibile, ma non obbligatorio, mettere un segno +.
Per gli anni avanti Cristo la norma ISO 8601 adotta la notazione degli astronomi che prevede l'anno zero, assente nella notazione degli storici; l'anno 1 a.C. viene indicato con 0000, l'anno 2 a.C. con -0001 e così via; p.es. la data 1º marzo 1 a.C. si scrive 0000-03-01. la data 1º marzo 2 a.C. si scrive -0001-03-01.

## Metodologie di studio della cronologia
Cronologia è la scienza che cerca di individuare gli eventi storici nel tempo per questo scopo usa diverse metodiche e sfrutta i risultati di altre discipline scientifiche come la cronometria (scienza della misurazione del tempo), la storiografia (che studia i testi e i documenti del passato, analizzandoli con metodi specifici), l'archeologia (importante per l'elaborazione di cronologie relative tramite lo studio dei manufatti e l'analisi stratigrafica dei siti e di cronologie assolute tramite la datazione radiometrica dei reperti), la dendrocronologia (che stima l'età degli alberi e piante ed è usata anche per calibrare la tecnica del radiocarbonio), la filologia (che studia l'evoluzione delle lingue), la geologia e l'astronomia (importanti per correlare determinati eventi geologici ed astronomici, riportati nei testi, con date precise) e così via. Lo studio moderno della Cronologia della Storia prevede la verifica delle ipotesi tramite l'incrocio dei dati ottenuti da diverse metodiche anche con l'utilizzo di analisi statistiche per la verifica dei risultati.

## Cronologia generale della storia
Come si è detto la cronologia generale della storia può essere considerata una vera e propria disciplina di studio a sé stante che utilizza i risultati di varie altre scienze comparandoli fra loro. Molti sono gli studiosi che si sono cimentati nel tentativo di produrre cronologie generali ed universali della storia, come il sopracitato Denis Pétau, e varie sono le teorie e le concezioni dello scorrere del tempo che hanno influenzato questi studi. Una trattazione approfondita di questi temi sarebbe molto lunga e complessa e pertanto si rimanda per l'approfondimento al testo di Scipione Guarracino citato in bibliografia, qui si tenterà solo qualche accenno utile a meglio comprendere l'argomento di cui stiamo trattando.
Il teologo protestante Oscar Cullmann, nell'opera citata in bibliografia, afferma che è solo con il diffondersi della cultura ebraico-cristiana che si diffonde un'idea lineare dello scorrere del tempo; la cultura greca aveva una concezione ciclica derivata dalla separazione Platonica ed Aristotelica fra tempo ed eternità. Per la religione ebraica e cristiana lo scorrere del tempo è invece intimamente legato e guidato dalla volontà di Dio e quindi ha un suo principio ed una sua fine assoluta ed un suo scopo finale. Una concezione del genere sicuramente avvalora ulteriormente i tentativi per una compilazione di una cronologia assoluta ed universale del tempo sia che si prenda come riferimento la presunta data di creazione del mondo o la data della fondazione di Roma o la nascita del Cristo. In realtà però l'idea della ciclicità degli eventi storici è presente più nei testi dei filosofi che non degli storici antichi.

### Avanti Cristo e Dopo Cristo
Con la cronologia cristiana si afferma progressivamente ed è tuttora presente anche una divisione netta del tempo in due ere, prima di Cristo e dopo Cristo ("era della salvezza" o anche "era volgare").

### Le sei età del mondo

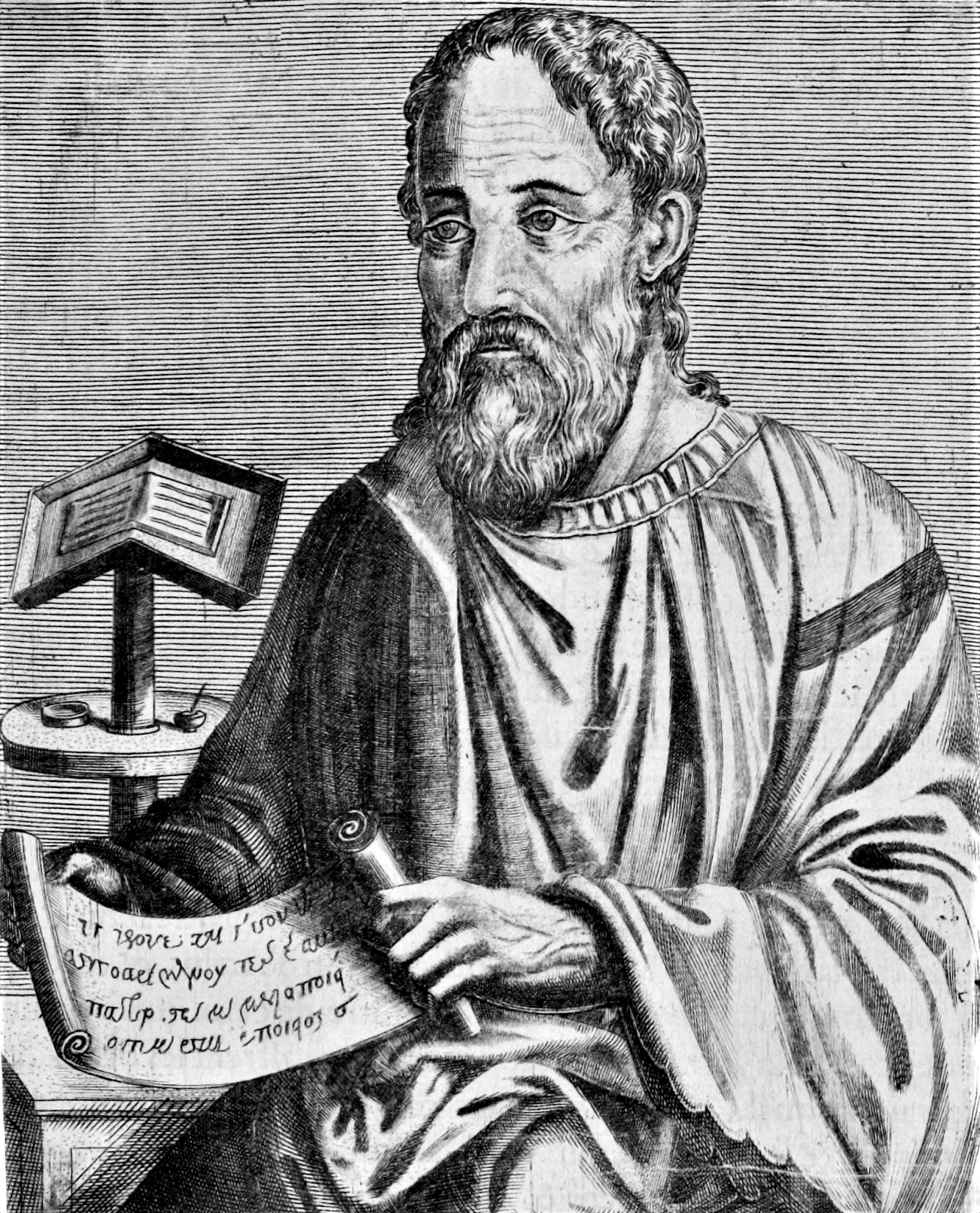
Ritratto apocrifo di Eusebio di Cesarea

Con la diffusione della suddivisione in prima e dopo Cristo si affermano anche altri e più complessi sistemi di periodizzazione della storia. Questo delle sei età del mondo fu formulato da sant'Agostino ma aveva avuto come precursore Eusebio di Cesarea (265–340), vescovo, padre della Chiesa, scrittore in lingua greca ed autore del Chronicon o Canone Cronologico.
Il Chronicon era una vera e propria cronologia universale della storia dove i fatti erano elencati secondo un ordine cronologico dall'anno della creazione del mondo, "anno mundi" (A.M.) (calcolata in base alle informazioni estratte dalla Bibbia dei Settanta nell'anno 5198 a.C.) fino al principio del 300 d.C. (San Gerolamo estese l'opera al 378 d.C.) ed utilizzava il sistema di datazione riferito agli anni di regno degli imperatori romani.
Il Chronicon non era una semplice esposizione di eventi e date, aveva lo scopo di trovare una sincronia fra la cronologia della storia sacra del popolo eletto con quella della storia profana. Venivano indicati alcuni fatti notevoli della storia sacra tali da permettere di individuare periodi diversi nella storia universale. Così la prima età della storia andava dalla fondazione del mondo al diluvio universale, la seconda dal diluvio universale alla nascita di Abramo, la terza fino alla nascita del re David, la quarta fino alla deportazione a Babilonia del popolo eletto, la quinta fino alla nascita del Cristo, la sesta terminerà con il ritorno del Cristo e la fine della storia.
La suddivisione in età nella storia del mondo veniva paragonata da Agostino alle età di un uomo (declinatio a juventute ad senectute). A questa suddivisione della storia si ispirarono anche le sette millenaristiche che consideravano l'anno mille come l'anno della fine del mondo; sant'Agostino (nella "Città di Dio") ed anche Beda il Venerabile (nel suo breve Chronicon) dedicarono varie pagine a contestare una interpretazione millenaristica di questa suddivisione della storia.

### I quattro imperi o regni

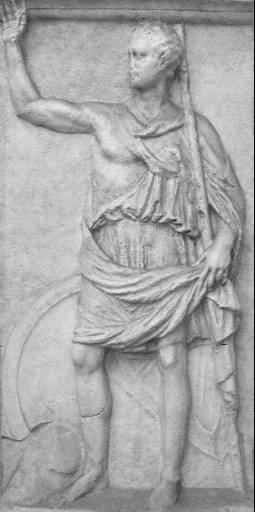
Polibio

Questa suddivisione della storia universale deriva da due diverse tradizioni una legata alla storiografia pagana ellenistica ed una al libro della Bibbia intitolato al profeta Daniele (in particolare nella interpretazione di san Girolamo). Il testo biblico è quello in cui il profeta Daniele interpreta il noto sogno dell'imperatore babilonese Nabucodonosor (sul gigante dai piedi di argilla) tracciando una visione della storia dove quattro diversi imperi si succedevano nel controllo del mondo. Un'idea simile si trovava anche negli scritti dello storico romano Polibio (206 a.C.–124 a.C.), autore delle Storie (una cronologia universale della storia che utilizza una suddivisione di questo tipo) e dello storico Pompeo Trogo, un gallo vissuto tra il I secolo a.C. ed il I secolo d.C., autore delle Storie filippiche.
I quattro imperi che si susseguono sono, nella versione più diffusa, l'assiro, il persiano, il macedone ed il romano (Polibio elenca invece persiano, spartano, macedone e romano ma esistono elenchi diversi). Non potevano coesistere due imperi nello stesso periodo storico, nel passaggio da un periodo all'altro si aveva un trasferimento di sovranità da un impero all'altro (concetto della Translatio imperii che tanto successo avrà nei secoli successivi). Lo storico romano Orosio nella sua Historia contra paganos ricostruisce una cronologia generale ed universale assoluta della storia dall'anno presunto della creazione al 418 d.C. seguendo lo schema dei quattro imperi (ed utilizzando, per la prima volta la datazione AUC, vedi sopra). Questo testo avrà un grandissimo successo risultando uno dei più trascritti del medioevo.
Il concetto della "translatio imperii" verrà ripreso anche da Dante nel secondo libro della Monarchia. Varie cronologie generali ed universali della storia vennero composte secondo questo schema, come la Chronica de duabus civitatibus del vescovo Ottone di Frisinga, completata nel 1146 o il Discours sur l'histoire universelle di Jacques-Bénigne Bossuet edito nel 1681. La teoria della translatio imperii ha contribuito per tutto il periodo medievale a mantenere viva un'idea di continuità con i secoli precedenti.

### Antichità, Medioevo, modernità
Queste suddivisioni della storia universale di carattere teologico, che tanto successo ebbero nei secoli passati, sono state sostituite dall'attuale che individua tre ere: antica, medioevale e moderna a cui aggiungere preistoria e contemporaneità. L'età antica sarebbe terminata, a seconda degli autori, o nel 330 (trasferimento della capitale imperiale da Roma a Costantinopoli) o nel 410 (primo sacco di Roma) o nel 476 (deposizione dell'ultimo imperatore, Romolo Augusto). Il Medioevo termina o nel 1453 (l'anno della conquista turca di Costantinopoli) o nel 1492 (anno della scoperta dell'America) o nel 1517 (pubblicazione delle tesi di Lutero).
Il diffondersi di questa nuova suddivisione della storia sarà molto graduale e legata all'affermarsi, nella cultura rinascimentale, dell'idea dell'esistenza di un periodo di interruzione fra l'allora modernità e l'antichità. Il letterato italiano Giovanni Andrea Bussi fu il primo ad impiegare l'espressione media tempestas nel 1469 per indicare la presenza di un tempo intermedio fra l'antichità ed il presente di allora ma idee simili si trovano negli scritti di Flavio Biondo, Lorenzo Valla, Giorgio Vasari, Niccolò Machiavelli. Leonardo Bruni individua un concetto di questo tipo anche nel pensiero del Petrarca.
Questa suddivisione in tre età è divenuta la dominante negli ultimi due secoli ed ha avuto il pregio di slegare il problema della datazione scientifica degli eventi da una loro interpretazione. Questa suddivisione però non ha un effettivo significato intrinseco (lo scorrere della storia è progressivo e graduale e non esistono date di confine nette) ma è da considerarsi una convenzione classificativa, anche se ha progressivamente assunto nel passato un peso assolutamente non giustificato che ha portato addirittura alla nascita di sottospecialità nello studio della storia (antichisti, medievalisti, modernisti). Le pagine di cronologia nella versione di Wikipedia in lingua italiana seguono questo schema.

### La questione della "prima registrazione del primo conteggio degli anni" della storia
Poiché è tutt'altro che chiarita la questione di quale sia il reperto originale leggibile della prima registrazione del primo conteggio degli anni della storia, pare che per ora non sia possibile determinare in quale anno e in quale località l'Umanità abbia cominciato per la prima volta a contare in modo lineare, assoluto e diretto gli anni.
Tale problema, oltre a costituire una questione storica irrisolta di qualche importanza generale, è incidentalmente anche l'unico ostacolo allo stabilire un "anno zero" dell'umanità preciso, fondato, oggettivo, imparziale e metodologicamente corretto.

## Cronologia dell'evoluzione
Con cronologia dell'evoluzione della vita si intende la cronologia del corso dei cambiamenti che, nel tempo, da un pianeta abiotico, hanno portato all'attuale ricchezza di forme viventi.

## Cronologia della Terra (geocronologia)
La cronologia può essere anche usata nello studio degli eventi che riguardano la storia della Terra. Poiché in questo caso gli eventi che si vogliono datare sono di tipo geologico ("unità", "piani" cronostratigrafici), questa branca della cronologia si definisce geocronologia. La geocronologia si occupa della definizione di una scala dei tempi geologici, che permette di suddividere il tempo trascorso dalla formazione della Terra.
Lo strumento fondamentale della geocronologia è la stratigrafia, che si occupa della datazione (sia relativa che assoluta) delle rocce mediante lo studio dei rapporti reciproci tra unità rocciose. È bene dare almeno un esempio studiato di datazione relativa con i fossili guida (Ammoniti e stratigrafia del Giurassico umbro-marchigiano). Tali fossili permettono la suddivisione zonale dei piani, unità cronostratigrafiche fondamentali della geologia; cioè la loro suddivisione in parti, crono, più piccole.
Se sono Ammoniti (fossili di cefalopodi vissuti da 350 milioni di anni fino a 65 milioni) i fossili guida, e si prende l'esempio del Giurassico, ognuno dei 12 piani di appartenenza (Hettangiano, Sinemuriano, Pliensbachiano, Toarciano, Aaleniano, Baiociano, Batoniano, Oxfordiano, Kimmeridgiano e Titonico) viene suddiviso dagli stratigrafi in zone. Ognuna prende il nome da un fossile caratteristico, indicatore privilegiato.
È questa la procedura per comprendere pienamente il principio della datazione relativa e confrontarla con quello della datazione radiometrica, definita talora come "assoluta", basata sugli anni; il Toarciano ,infatti, viene anche definito come il tempo da 183 a 176 milioni di anni fa. La datazione relativa, che si usa preferibilmente quando le rocce non contengono isotopi radioattivi, misura l'età delle rocce con i nomi dei piani, che tutti i geologi conoscono e usano dalla tabella cronostratigrafica fondamentale.
Ad esempio, se si prende il piano Toarciano, molto ben rappresentato dai fossili (ammoniti), presenti nel "Rosso Ammonitico", unità litostratigrafica dell'area umbro-marchigiana, questo viene modernamente suddiviso in 10 zone: D. (E.) mirabile, H. striatus, H. undicosta, H. bifrons, M. gradatus, P. subregale, "G." bonarellii, G. speciosum, D. meneghinii e P. aalensis. Hildaites striatus, Hildaites undicosta, Hildoceras bifrons, Merlaites gradatus, Pseudogrammoceras subregale e Pleydellia aalensis appartengono alla famiglia Hildoceratidae e sono considerati, tra gli ammoniti, i più importanti fossili guida del periodo. L'Hildoceras bifrons, indicatore zonale, è molto conosciuto tra gli ammonitologi; è presente in tutta l'Europa, nell'Africa settentrionale e in Asia meridionale; se ammoniti del genere Hildoceras vengono trovati in rocce differenti litologicamente, affioranti in aree geografiche molto lontane, allora si dice che le rocce hanno la stessa età. Su questo argomento c'è abbondante letteratura.

## Cronologia dei corpi celesti
La cronologia può essere applicata anche alla datazione dei corpi celesti. I migliori risultati sono stati ottenuti per pianeti di tipo terrestre, sia attraverso lo studio di campioni di roccia raccolti mediante sonde di superficie, sia mediante il telerilevamento, attuato con telescopi o sonde orbitali. È disponibile per esempio una scala dei tempi geologici lunari e una scala dei tempi geologici di Marte.

## Cronologia dell'universo
È stata elaborata anche una cronologia dell'universo, che localizza nel tempo la nascita del cosmo e delle varie strutture cosmiche (galassie, superammassi di galassie, ecc.) rispetto al tempo attuale. La disciplina che se ne occupa è la cosmologia, una branca dell'astronomia.